# 미쓰비시 모터스 오스트레일리아
미쓰비시 모터스 오스트레일리아(영어: Mitsubishi Motors Australia)는 일본 미쓰비시 자동차공업의 완전 자회사로, 지사는 사우스오스트레일리아주 애들레이드에 있다. 1980년에 설립되었으며, 그 해에 크라이슬러 오스트레일리아의 시설을 인수하여 자동차 제조를 시작하였다.